# Natação no Campeonato Mundial de Esportes Aquáticos de 2024 - 4x100 m medley misto

A prova do revezamento 4x100 m medley misto da natação no Campeonato Mundial de Esportes Aquáticos de 2024 foi realizada no dia 14 de fevereiro de 2024 em Doha, no Catar.

## Formato da competição
A competição consiste em duas rodadas: eliminatórias e final. As equipes com os 8 melhores tempos nas eliminatórias avançam a final. Desempates (swim-offs) são utilizados conforme necessário para quebrar os empates de avanço a próxima rodada.

## Cronograma
Todos os horários estão na hora local (UTC+3).
| Data            | Hora  | Evento        |
| --------------- | ----- | ------------- |
| 14 de fevereiro | 10:47 | Eliminatórias |
| 14 de fevereiro | 20:48 | Final         |

## Recordes
Antes desta competição, os recordes mundiais e do campeonato nesta prova eram os seguintes:
| Tipo                  | Atleta         | Tempo     | Local     | Data                |
| --------------------- | -------------- | --------- | --------- | ------------------- |
|                       | Reino Unido    | 3m 37s 58 | Tóquio    | 31 de julho de 2021 |
| Recorde do campeonato | Estados Unidos | 3m 38s 56 | Budapeste | 26 de julho de 2017 |

## Medalhistas
| Ouro | Prata | Bronze                                                                                                |
| Estados Unidos · Hunter Armstrong · Nic Fink · Claire Curzan · Kate Douglass · Jack Aikins · Jake Foster · Rachel Klinker · Addison Sauickie | Austrália · Bradley Woodward · Sam Williamson · Brianna Throssell · Shayna Jack · Alexandria Perkins · Abbey Harkin | Grã-Bretanha · Medi Harris · Adam Peaty · Matthew Richards · Anna Hopkin · James Wilby · Duncan Scott |

## Resultados

### Eliminatórias
Esses foram os resultados das eliminatórias. A prova foi realizada no dia 14 de fevereiro com início às 10:47.
| Pos. | Bateria | Raia | Nacionalidade                   | Nadadores | Tempo   | Notas            |
| ---- | ------- | ---- | ------------------------------- | --- | ------- | ---------------- |
| 1    | 4       | 3    | Grã-Bretanha                    | Medi Harris (1:00.62) James Wilby (1:00.00) Duncan Scott (52.15) Anna Hopkin (52.73)                                      | 3:45.50 | Q                |
| 2    | 3       | 4    | Austrália                       | Bradley Woodward (53.89) Sam Williamson (59.49) Alexandria Perkins (57.47) Abbey Harkin (54.69)                           | 3:45.54 | Q                |
| 3    | 4       | 5    | Estados Unidos                  | Jack Aikins (53.49) Jake Foster (59.29) Rachel Klinker (58.18) Addison Sauickie (54.97)                                   | 3:45.93 | Q                |
| 4    | 4       | 7    | Grécia                          | Apostolos Christou (53.67) Arkadios Aspougalis (1:00.54) Anna Ntountounaki (57.37) Theodora Drakou (54.96)                | 3:46.54 | Q                |
| 5    | 4       | 2    | Polónia                         | Ksawery Masiuk (53.09) Dominika Sztandera (1:07.28) Adrian Jaśkiewicz (51.63) Kornelia Fiedkiewicz (54.57)                | 3:46.57 | Q                |
| 6    | 4       | 6    | Japão                           | Osamu Kato (54.30) Ikuru Hiroshima (1:00.44) Chiharu Iitsuka (58.13) Nagisa Ikemoto (54.05)                               | 3:46.92 | Q                |
| 7    | 3       | 6    | Suécia                          | Hanna Rosvall (1:01.21) Erik Persson (1:00.52) Louise Hansson (56.99) Robin Hanson (48.78)                                | 3:47.50 | Q                |
| 8    | 3       | 2    | Itália                          | Michele Lamberti (54.12) Ludovico Viberti (59.63) Giulia D'Innocenzo (59.45) Chiara Tarantino (54.45)                     | 3:47.65 | Q                |
| 9    | 3       | 3    | Canadá                          | Blake Tierney (54.12) James Dergousoff (1:01.46) Katerine Savard (58.70) Taylor Ruck (53.71)                              | 3:47.99 |                  |
| 10   | 4       | 9    | África do Sul                   | Pieter Coetze (53.95) Lara van Niekerk (1:07.23) Erin Gallagher (57.46) Clayton Jimmie (49.39)                            | 3:48.03 |                  |
| 11   | 4       | 4    | China                           | Chen Jie (1:02.38) Dong Zhihao (59.18) Yu Yiting (58.27) Ji Xinjie (48.33)                                                | 3:48.16 |                  |
| 12   | 3       | 7    | Espanha                         | Carmen Weiler (1:01.00) Carles Coll (1:00.56) Mario Mollá (51.98) María Daza (55.53)                                      | 3:49.07 |                  |
| 13   | 4       | 8    | Hungria                         | Ádám Jászó (54.23) Eszter Békési (1:08.99) Richárd Márton (52.69) Petra Senánszky (54.49)                                 | 3:50.40 |                  |
| 14   | 4       | 1    | Singapura                       | Levenia Sim (1:02.89) Letitia Sim (1:06.94) Tzen Wei Teong (52.26) Mikkel Lee (48.93)                                     | 3:51.02 |                  |
| 15   | 2       | 5    | Lituânia                        | Erikas Grigaitis (55.49) Rūta Meilutytė (1:07.39) Andrius Ŝidlauskas (53.67) Smilte Plytnykaitė (55.44)                   | 3:51.99 |                  |
| 16   | 4       | 0    | Filipinas                       | Jerard Jacinto (57.38) Thanya Dela Cruz (1:08.87) Jarod Hatch (53.35) Kayla Sanchez (54.31)                               | 3:53.91 |                  |
| 17   | 3       | 1    | Cazaquistão                     | Xeniya Ignatova (1:02.36) Arsen Korzhakhmetov (1:03.32) Sofia Spodarenko (59.51) Adilbek Mussin (49.26)                   | 3:54.45 |                  |
| 18   | 3       | 9    | Eslováquia                      | Teresa Ivan (1:02.55) František Jablčník (1:04.84) Tibor Tišťan (54.88) Tamara Potocká (55.57)                            | 3:57.84 |                  |
| 19   | 3       | 8    | Hong Kong                       | Cindy Cheung (1:02.18) Lau Shiu Yue (1:10.14) Natalie Kan (1:00.00) Ian Ho (50.77)                                        | 4:03.09 |                  |
| 20   | 2       | 2    | Mongólia                        | Ariuntamir Enkh-Amgalan (1:04.72) Erkhes Enkhtur (1:05.48) Enkhtamir Batbayar (58.42) Batbayaryn Enkhkhüslen (56.47)      | 4:05.09 | Recorde nacional |
| 21   | 2       | 8    | Índia                           | Suvana Chetana Baskar (1:06.32) Likhith Selvaraj Prema (1:03.53) Tanish George Mathew (56.04) Dhinidhi Desinghu (59.21)   | 4:05.10 |                  |
| 22   | 1       | 6    | Ilhas Cook                      | Jacob Story (59.91) Lanihei Connolly (1:10.66) Wesley Roberts (54.69) Mia Laban (1:00.54)                                 | 4:05.80 |                  |
| 23   | 3       | 0    | Tailândia                       | Ratthawit Thammananthachote (58.10) Saovanee Boonamphai (1:11.32) Navaphat Wongcharoen (53.71) Jenjira Srisaard (1:02.81) | 4:05.94 |                  |
| 24   | 2       | 3    | Bahamas                         | Lamar Taylor (56.82) Rhanishka Gibbs (1:12.42) Marvin Johnson (56.94) Victoria Russell (1:00.73)                          | 4:06.91 |                  |
| 25   | 2       | 6    | Armênia                         | Artur Barseghyan (1:00.88) Ashot Chakhoyan (1:05.44) Varsenik Manucharyan (1:03.62) Ani Poghosyan (58.65)                 | 4:08.59 | Recorde nacional |
| 26   | 2       | 0    | Uganda                          | Kirabo Namutebi (1:12.34) Tendo Mukalazi (1:07.69) Jesse Ssengonzi (53.76) Gloria Muzito (56.15)                          | 4:09.94 | Recorde nacional |
| 27   | 1       | 3    | Quênia                          | Imara Thorpe (1:09.59) Maria Brunlehner (1:14.09) Ridhwan Mohamed (57.84) Monyo Maina (52.29)                             | 4:13.81 |                  |
| 28   | 2       | 4    | República Dominicana            | Anthony Pineiro (57.62) Javier Núñez (1:07.44) María Alejandra Fernández (1:06.43) Alejandra Santana (1:02.95)            | 4:14.44 |                  |
| 29   | 2       | 7    | Bahrein                         | Amani Al-Obaidli (1:06.02) Saud Ghali (1:07.15) Ahmed Theibich (1:02.54) Noor Yusuf Abdulla (1:04.97)                     | 4:20.68 | Recorde nacional |
| 30   | 2       | 9    | Estados Federados da Micronésia | Katerson Moya (1:07.31) Tasi Limtiaco (1:04.60) Kestra Kihleng (1:11.67) Taeyanna Adams (1:05.67)                         | 4:29.25 | Recorde nacional |
| 31   | 1       | 4    | Guam                            | James Hendrix (1:04.34) Israel Poppe (1:11.84) Amaya Bollinger (1:13.33) Mia Lee (1:01.23)                                | 4:30.74 | Recorde nacional |
| 32   | 1       | 5    | Maldivas                        | Hamna Ahmed (1:19.87) Mubal Azzam Ibrahim (1:14.47) Mohamed Rihan Shiham (1:01.39) Aishath Ulya Shaig (1:06.10)           | 4:41.83 |                  |
| –    | 2       | 1    | Chéquia                         | | DNS     | DNS              |
| –    | 3       | 5    | Países Baixos                   | Maaike de Waard (1:00.67) Casper Corbeau (59.00) Nyls Korstanje (51.36) Kira Toussaint                                    | DS      | DS               |

### Final
A final foi realizada em 14 de fevereiro às 20:48.
| Pos.              | Raia | Nacionalidade  | Nadadores                                                                                                  | Tempo   | Notas |
| ----------------- | ---- | -------------- | --- | ------- | ----- |
| Medalha de ouro   | 3    | Estados Unidos | Hunter Armstrong (53.07) Nic Fink (58.27) Claire Curzan (56.54) Kate Douglass (52.34)                      | 3:40.22 |       |
| Medalha de prata  | 5    | Austrália      | Bradley Woodward (53.92) Sam Williamson (59.54) Brianna Throssell (57.22) Shayna Jack (52.44)              | 3:43.12 |       |
| Medalha de bronze | 4    | Grã-Bretanha   | Medi Harris (1:00.28) Adam Peaty (59.42) Matthew Richards (52.87) Anna Hopkin (52.52)                      | 3:45.09 |       |
| 4                 | 2    | Polónia        | Ksawery Masiuk (53.39) Dominika Sztandera (1:06.98) Jakub Majerski (51.05) Katarzyna Wasick (54.62)        | 3:46.04 |       |
| 5                 | 6    | Grécia         | Apostolos Christou (53.50) Arkadios Aspougalis (1:01.22) Anna Ntountounaki (56.88) Theodora Drakou (55.09) | 3:46.69 |       |
| 6                 | 8    | Itália         | Michele Lamberti (54.48) Nicolò Martinenghi (58.21) Giulia D'Innocenzo (1:00.22) Chiara Tarantino (54.38)  | 3:47.29 |       |
| 7                 | 1    | Suécia         | Hanna Rosvall (1:01.50) Erik Persson (1:00.16) Louise Hansson (57.39) Björn Seeliger (48.41)               | 3:47.46 |       |
| 8                 | 7    | Japão          | Osamu Kato (54.68) Ikuru Hiroshima (1:00.50) Chiharu Iitsuka (58.16) Nagisa Ikemoto (54.26)                | 3:47.60 |       |

Legenda
| Recorde mundial       | Recorde mundial (World record)               |                       | Recorde africano                      | Recorde africano (African) |                                           | Q | Classificado por posição (Qualified) |
| Recorde do campeonato | Recorde do campeonato (Championship record)  | Recorde da América    | Recorde da América (Americas)         | q                          | Classificado por melhor tempo (Qualified) |   |                                      |
| Melhor marca do ano   | Melhor marca do ano (World leading)          | Recorde asiático      | Recorde asiático (Asian)              | DNS                        | Não largou (Did not start)                |   |                                      |
| Recorde nacional      | Recorde nacional (National record)           | Recorde europeu       | Recorde europeu (European)            | DNF                        | Não terminou (Did not finish)             |   |                                      |
| Recorde pessoal       | Recorde pessoal do atleta (Personal best)    | Recorde da Oceania    | Recorde da Oceania (Oceania)          | DSQ / DQ                   | Desclassificado (Disqualified)            |   |                                      |
| Recorde da temporada  | Recorde da temporada do atleta (Season best) | Recorde sul-americano | Recorde sul-americano (South America) | NM                         | Sem marca (No mark)                       |   |                                      |